# Dmitrij Daščinskij
Dmitrij Daščinskij (bělorusky Дзмітрый Дашчынскі; * 9. listopadu 1977 Minsk, Sovětský svaz) je běloruský akrobatický lyžař specializující se na skoky. Čtyřikrát startoval na zimních olympijských hrách, v roce 2006 na hrách v Turíně vybojoval stříbro a na hrách v Naganu v roce 1998 bronz. Má také dvě stříbrné medaile z mistrovství světa, a to z roku 2001 a 2007.

## Vyznamenání
- Zasloužilý mistr sportu Běloruské republiky – Bělorusko, 5. června 1998[1]